# Тјери Анри
Тјери Анри (фр. Thierry Henry; Лез Или, 17. август 1977) је бивши француски фудбалер и садашњи фудбалски тренер. Током каријере је играо на позицији нападача.
Анри је дебитовао за Француску 11. октобра 1997. против Јужне Африке.
Свој професионални деби је доживео у Монаку 1994. године. Добра форма га је довела до позива за репрезентацију 1998, након чега је потписао за шампиона Италије - Јувентус. Годину дана касније потписао за Премијерлигашки клуб - Арсенал за 11 милиона фунти. То је био клуб у коме је Анри добио звање као светски играч. Под дугогодишњи ментором и тренером, Арсеном Венгером, Анри је постао убојити нападач и водећи стрелац Арсенала свих времена са 228 голова у свим такмичењима.
У јуну 2007. године, након осам година са Арсеналом, прешао је у Барселону у трансферу вредном 24 милиона евра. У 2009. години, он је био саставни део историјске клупске трипле круне када су освојили Ла Лига, Куп Краља и УЕФА Лигу шампиона. Он је постигао невиђену шестоструку круну је такође освојио Суперкуп Шпаније, УЕФА Супер куп и Светско клупско првенство.
У јулу 2010. године, он се придружио Њујорк Ред Булу из МЛС, освојивши титулу Западне Конференције са тимом 2010. године. Он се вратио у Арсенал на позајмици два месеца у 2012.
Анри је имао великог успеха са француским националним тимом, освојио ФИФА Светско првенство 1998, УЕФА ЕУРО 2000. и ФИФА Куп Конфедерација 2003. године. У октобру 2007. године, он је надмашио Мишела Платинија и постао најбољи Француски стрелац свих времена. Анри се повукао из међународног фудбала након Светског првенства 2010. године. Анри је био један од најисплативијих на тржишту комерцијално међу фудбалерима; Он је био на деветом месту у свету у 2006. години.

## Младост
Он је рођен и одрастао у Лез Улис, предграђу Париза који, иако се гледа као тежак крај, имао добро обезбеђене фудбалске објекте. Са седам година, Анри је показао велики потенцијал, због чега га је Клод Шезел регрутовао у локалном клубу КО Лез Улис. Његов отац га је притискао да похађа тренинге, иако он није био посебно оријентисан фудбалу. Он се придружио УС Палезо 1989. године, али након годину дана његов отац се посвађао са управом клуба, па се Анри преселио у ЕС Вири-Шатијон и играо тамо две године.

## Клупска каријера

### Монако (1992—1999) и Јувентус (1999)
Анри је потписао професионални уговор са Монаком, и направио своју професионални деби 31. августа 1994. године, у поразу од 2-0 против Нице. Иако Венгер сумња да Анри треба бити постављен као нападач, он је ставио Анрија по левој страни зато што је веровао да ће његов темпо, природна контрола лопте и вештина бити ефикаснији против бекова него против штопера.
Након привременом почетак његове каријере Монако, Анри је именован за најбољег француског младог фудбалера године 1996, и у 1996-97 сезони, његове одличне партије су умногоме помогле да клуб освоји титулу првака француске.
Анри је напустио Монако у јануару 1999. године, годину дана пре свог најближег саиграча Давида Трезегеа, и преселио се у италијанску Серију А, за клуб Јувентус за 10,5 милиона фунти. Он је играо на крилу, али је био неефикасан и недисциплинован на позицији, што је било некарактеристично за њега, и постигао је само три гола у 16 наступа.

### Арсенал (1999—2007)
Након што се није прилагодио у Италији, Анри је прешао из Јувентуса 3. августа 1999. године у Арсенал за отприлике 11 милиона фунти, спојивши се са својим бившим менаџером Арсеном Венгером. Иако његов трансфер није био без контроверзи, Венгер је био убеђен да је вредно платити износ за њега.
Успех је коначно стигао у току 2001-02 сезоне. Арсенал завршио са седам бодова изнад Ливерпула и освојио титулу Премијер Лиге, а поразили Челси са 2-0 у финалу ФА купа. Анри је постао најбољи стрелац у лиги и постигао је 32 гола у свим такмичењима што је водио Арсенал ка дуплој круни и његовим првим трофејом са клубом.
Анријева последња сезона у Арсеналу била је испуњена повредама. Иако је постигао 10 голова у 17 домаћих наступа за Арсенал, Анријева сезона је била готова у фебруару. Имајући пропуштене утакмице због задње ложе, стопала и проблема са леђима, он је сматрао да је довољно способан за игру, али када је ушао као замена против ПСВ-у мечу Лиге шампиона, почео је да храмље убрзо после уласка на терен. Скенирање је сутрадан открило да ће му требати најмање пет месеци да се излечи од нових повреда препоне и стомачних повреда, пропуштајући остатак 2006-07 сезоне.

### Барселона (2007—2010)
Дана 25. јуна 2007. године, у неочекиваном сплету околности, Анри је пребачен у Барселону за 24 милиона евра. Он је потписао четворогодишњи уговор са зарадом од 6,8 милиона евра по сезони. У Барселони је добио дрес са бројем 14, исто као што је носио у Арсеналу. Он је свој први гол је постигао за свој нови клуб 19. септембра 2007. године у 3-0 Лиги шампиона у групној фази такмичења у Лиону. Анри је освојио први трофеј у својој каријери у Барселони 13. маја 2009. године, Барселона је савладала Атлетик Билбао у финалу Купа Шпаније. Барселона је освојила Примеру и Лигу Шампиона убрзо након тога, комплетирајући триплу круну. Анри је у комбинацији са Месијем и Самујелом Етоом постигао 100 голова те сезоне. Следеће сезоне, долазак Педра значио је да је Анри стартовао на само 15 првенствених мечева, због чега је на крају сезоне напустио клуб као слободан играч.

### Њујорк Ред Булс (2010—2014)
Анри је у јулу 2010. за Њујорк Ред Булс потписао вишегодишњи уговор. Он је свој МЛС деби остварио 31. јула у нерешеној утакмици против Хјустон Динама. Његова први МЛС гол постигао је 28. августа у победу над Сан Хосе Еартхкуакес. 31. марта 2012. године је постигао свој први МЛС хет-трик у победи од 5:2 над Монтреал Импактом. Он је истог месеца именован за МЛС Играча месеца. Објављено је 1. децембар 2014, објављено је да је Анри напустио Ред Бул после четири и по године. 16. децембра најавио је да се повлачи као играч и рекао да ће почети да ради за Ски Спортс као водитељ.

## Трофеји
Монако
- Прва лига Француске (1): 1996/97.
- Суперкуп (1): 1997.

Арсенал
- Премијер лига (2): 2001/02, 2003/04.
- ФА куп (3): 2002, 2003, 2005.
- Суперкуп (2): 2002, 2004.

Барселона
- Прва лига Шпаније (2): 2008/09, 2009/10.
- Куп Шпаније (1): 2008/09.
- Суперкуп Шпаније (1): 2009.
- Лига шампиона (1): 2008/09.
- УЕФА суперкуп (1): 2009
- Светско клупско првенство (1): 2009.

Њујорк ред булс
- МЛС Источна Конференција (2): 2010, 2013.
- Супортерс Шилд (1): 2013.